# タイレンホーフェン
タイレンホーフェン (ドイツ語: Theilenhofen) は、ドイツ連邦共和国バイエルン州ミッテルフランケン行政管区のヴァイセンブルク＝グンツェンハウゼン郡に属す町村（以下、本項では便宜上「町」と記述する）である。この町はグンツェンハウゼン行政共同体に加盟している。

## 地理

### 位置
タイレンホーフェンは、西ミッテルフランケンに位置する。ニュルンベルクから南に直線距離で 44 km、ヴァイセンブルクの西約 10 km にあたる。町域は南向きの三角形のような形をしている。グンデルスハイム地区が面するアルトミュール川が西の町境をなしている。ドルンハウザー・ミュールバッハ川、ヴァハシュタイナー・バッハ川、ヴァイダハグラーベン川が町内でアルトミュール川に注いでいる。タイレンホーフェン近郊でクネプフェルバッハ川が湧出する。連邦道13号線がタイレンホーフェンを通っており、古代にはリーメスが町域北部に存在した。この町は主に水辺の草地や野原などの開けた地形にある。

### 隣接する市町村
タイレンホーフェンは、北はプフォフェルト、北東はプラインフェルト、東はエリンゲン、南東はアレスハイム、南西はディッテンハイム、北西はグンツェンハウゼン（いずれもヴァイセンブルク＝グンツェンハウゼン郡）と境を接している。

### 自治体の構成
この町は5つのゲマインデタイル（小地区）で構成されている。
- ドルンハウゼン
- グンデルスハイム・アン・デア・アルトミュール
- リッテルン
- タイレンホーフェン
- ヴァハシュタイン

## 歴史

### ローマ時代のカストラ
中心街から約 500 m 北西に紀元100年から250年頃に設けられた広さ2.8ヘクタールのカストラ Kastell Iciniacum がある。ここには Bracara Augusta（現在のブラガ）から来た歩兵と騎兵合わせて約600人が駐屯していた。ここから現在の町境まで集落が形成されていた。

### 自治体の成立まで
タイレンホーフェンは13世紀に初めて文献記録が遺されている。この集落はドイツ騎士団フランケン管区に属しており、1500年からフランケン帝国クライスの一部であった。1796年にプロイセンがドイツ騎士団の権限（エリンゲン地方司令部による町村支配）を奪取した。パリ条約（1806年2月）によってタイレンホーフェンはアンスバッハ侯領とともに交換でバイエルン王国領となった。バイエルンの行政改革に伴う1818年の自治体令によって自治体が成立した。

### 町村合併
バイエルン州の地域再編に伴い、1978年5月1日にドルンハウゼン、グンデルスハイム・アン・デア・アルトミュール、ヴァハシュタインが合併した。

## 住民

### 人口推移
| 年         | 1961 | 1970 | 1987 | 1991 | 1995 | 2000 | 2005 | 2010 | 2015 | 2020 |
| ---------- | ---- | ---- | ---- | ---- | ---- | ---- | ---- | ---- | ---- | ---- |
| 人口（人） | 0962 | 0932 | 1008 | 1065 | 1134 | 1181 | 1200 | 1189 | 1129 | 1118 |

## 行政

### 首長
この町の町長はヘルムート・ケーニヒである。

### 紋章
図柄: 黒地。金色の地面に水槽とバケツのある銀の井戸。

## 文化と見所

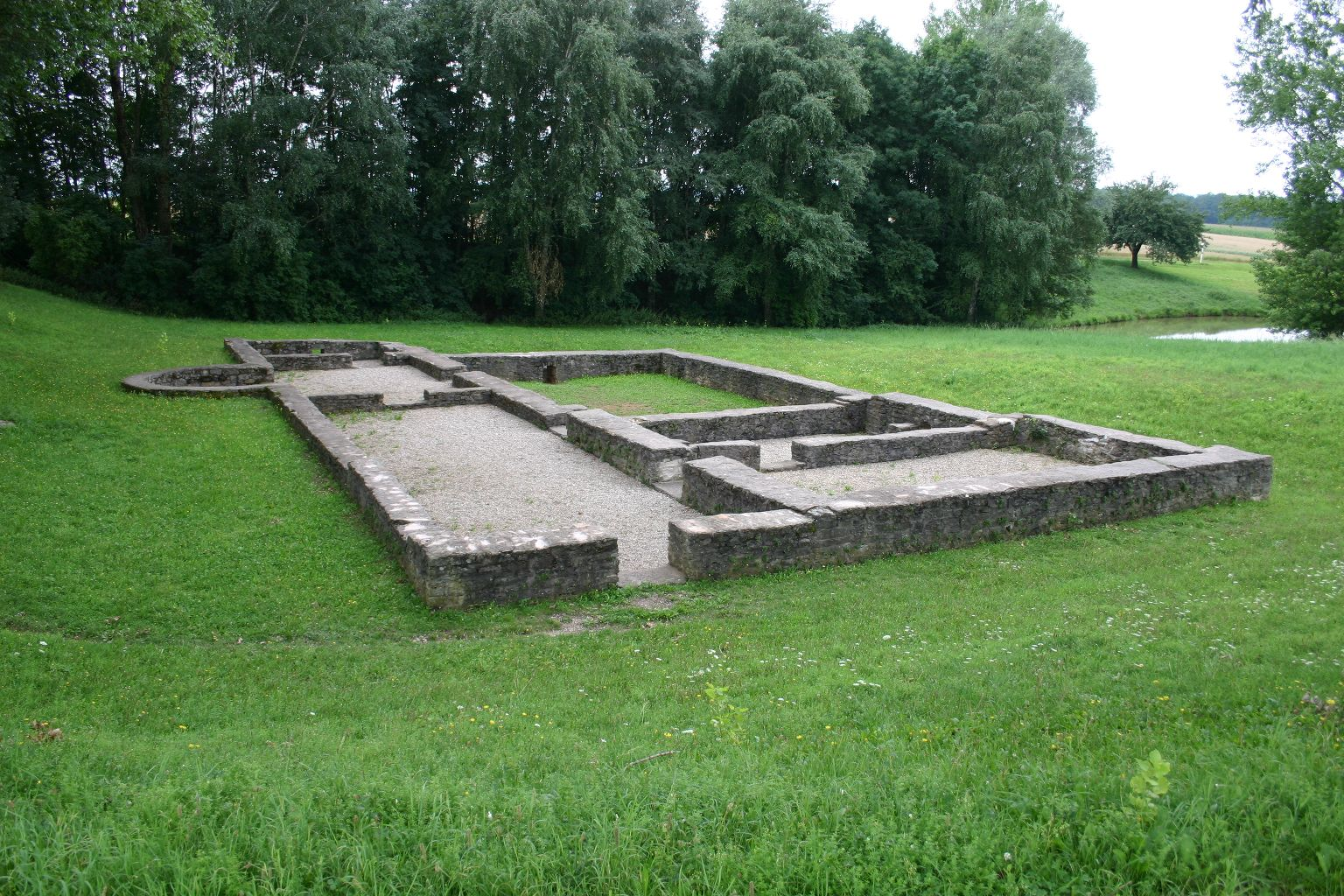
ローマ時代の公衆浴場跡

タイレンホーフェンにはリーメスの遺跡が見られる。かつてのローマ時代の Kastell Iciniacum の平面図は、「ディー・ヴァイル」と呼ばれる野原に、小径と植栽によって表されている。その 250 m 西の、付属軍事浴場の基礎壁近くにある案内プレートによってこの地の古代の歴史を知ることができる。
町内にバロック様式の聖アガタ教会がある。

## 経済と社会資本
公式の統計によれば、2020年現在、81人の社会保険支払い義務のある就労者がこの町で働いている。このうち35人が製造業、16人が商業、交通業、宿泊業に就いていた。この町に住む社会保険支払い義務のある就労者は521人であった。2020年には49人の農業従事者がおり、農地面積は1,821ヘクタールであった。このうち1,304ヘクタールが耕作地であった。

### 交通
連邦道13号線および郡道 WUG 2号線がタイレンホーフェンを通っている。最寄りのアウトバーンのインターチェンジは、約 32 km 離れたA6号線のリヒテナウ・インターチェンジである。最寄りの駅は約 10 km 離れた、トロイヒトリンゲン - ヴュルツブルク線のグンツェンハウゼン駅である。公共旅客交通は、ニュルンベルク広域交通連盟によって運行されている。

#### 自転車道
この町をドイツ・リーメス自転車道が通っている。この自転車道は、オーバーゲルマニシュ＝レティシャー・リーメス沿いにライン川沿いのバート・ヘニンゲンからドナウ川沿いのレーゲンスブルクまで 818 km 以上を結んでいる。

### 教育
以下の施設がある（1999年現在）
- 幼稚園: 定員62人、在籍幼児数59人[14]。
- 国民学校[15]: 教師数5人、生徒数79人[16]。

タイレンホーフェンは、基礎課程学校に関してはプフォフェルト＝タイレンホーフェン学校連合、中等学校に関してはアプスベルク＝ハウンドルフ基礎課程・中等学校連合に加盟している。

## 関連図書
- Johann Kaspar Bundschuh (1802). “Theilenhofen”. Geographisches Statistisch-Topographisches Lexikon von Franken. Band 5: S–U. Ulm: Verlag der Stettinischen Buchhandlung. pp. 519–520. OCLC 833753112
- Gottfried Stieber (1761). “Theilenhofen”. Historische und topographische Nachricht von dem Fürstenthum Brandenburg-Onolzbach. Schwabach: Johann Jacob Enderes. pp. 807–808
- Pleikard Joseph Stumpf (1853). “Theilenhofen”. Bayern: ein geographisch-statistisch-historisches Handbuch des Königreiches; für das bayerische Volk. München: Zweiter Theil. pp. 722–723